# Titularbistum Maxula Prates
Maxula Prates (ital.: Massula) ist ein Titularbistum der römisch-katholischen Kirche.
Es geht zurück auf einen untergegangenen Bischofssitz in der gleichnamigen antiken Stadt, die in der römischen Provinz Africa proconsularis (heute nördliches Tunesien) lag. Er war der Kirchenprovinz Karthago zugeordnet.
| Titularbischöfe von Maxula Prates |                               |                                                                                                |                    |                 |
| Nr.                               | Name                          | Amt                                                                                            | von                | bis             |
| 1                                 | Andrés Núñez Monteagudo       | Weihbischof in Toledo (Spanien)                                                                | 23. Februar 1739   | 1761            |
| 2                                 | Giovanni Maria Percoto B      | Apostolischer Vikar des Apostolischen Vikariats Ava und Pegù (Myanmar)                         | 8. November 1765   | 31. Januar 1771 |
| 3                                 | John Young                    | Koadjutorbischof von Limerick (Irland)                                                         | 3. Januar 1793     | 19. Juni 1996   |
| 4                                 | Jacques-Léonard Pérocheau MEP | Apostolischer Koadjutorvikar / Apostolischer Vikar des Apostolischen Vikariats Sichuan (China) | 30. September 1817 | 6. Mai 1861     |
| 5                                 | Léon-Paul Classe MAfr         | Apostolischer Vikar des Apostolischen Vikariats Ruanda                                         | 26. April 1922     | 31. Januar 1945 |
| 6                                 | Franciszek Jedwabski          | Weihbischof in Posen (Polen)                                                                   | 12. Dezember 1946  | 26. Juni 1975   |
| 7                                 | Oscar Serfilippi OFMConv      | Weihbischof in Ancona-Osimo (Italien)                                                          | 3. September 1975  | 1. März 1978    |
| 8                                 | Izidor István Marosi          | Weihbischof in Vác (Ungarn)                                                                    | 31. März 1979      | 3. März 1987    |
| 9                                 | Bosco Penha                   | Weihbischof in Bombay (Indien)                                                                 | 15. Mai 1987       |                 |